# 火叶菌属
火叶菌属為硫还原球菌目热网菌科的一属革兰氏阴性菌。细胞不规则球状。栖息于热黑烟屏。此属的模式种为烟栖火叶菌(Pyrolobus fumarii)。

## 下属物种
- 烟栖火叶菌 Pyrolobus fumarii Blöchl et al., 1999